# Makomazy
Makomazy – wieś w Polsce położona w województwie mazowieckim, w powiecie sierpeckim, w gminie Zawidz. Ma status sołectwa.
| SIMC    | Nazwa          | Rodzaj    |
| ------- | -------------- | --------- |
| 1056617 | Narkiewiczyzna | część wsi |

Prywatna wieś szlachecka Makomaze położona była w drugiej połowie XVI wieku w powiecie sierpeckim województwa płockiego. Wieś prywatna Królestwa Kongresowego, położona była w 1827 roku w powiecie mławskim, obwodzie mławskim województwa płockiego. W latach 1975–1998 miejscowość administracyjnie należała do województwa płockiego.